# Miłowanie (obwód wołyński)
Miłowanie (ukr. Миловань, Myłowań) – wieś na Ukrainie, w obwodzie wołyńskim, w rejonie kowelskim. W 2001 roku liczyła 270 mieszkańców.
W II Rzeczypospolitej miejscowość wchodziła w skład gminy wiejskiej Huszcza w powiecie lubomelskim, w województwie wołyńskim.
Do 2020 w rejonie lubomelskim.